# Liste der Ständigen Vertreter der Ukraine bei den Vereinten Nationen in New York
Die Liste der Ständigen Vertreter der Ukraine bei den Vereinten Nationen in New York bietet einen Überblick über die Ständigen Vertreter der diplomatischen Vertretung der Ukraine und der Ukrainischen SSR bei den Vereinten Nationen in New York.
|                    | Ständiger Vertreter    | Amtszeit    |
| ------------------ | ---------------------- | ----------- |
| Flagge der USSR    | Petro Udowytschenko    | 1958 – 1961 |
| Flagge der USSR    | Luka Kysja             | 1961 – 1964 |
| Flagge der USSR    | Serhij Schewtschenko   | 1964 – 1968 |
| Flagge der USSR    | Mychailo Poljanytschko | 1968 – 1973 |
| Flagge der USSR    | Wolodymyr Martynenko   | 1973 – 1979 |
| Flagge der USSR    | Wolodymyr Krawez       | 1979 – 1984 |
| Flagge der USSR    | Hennadij Udowenko      | 1985 – 1991 |
| Flagge der Ukraine | Wiktor Batjuk          | 1992 – 1993 |
| Flagge der Ukraine | Borys Hudyma           | 1994        |
| Flagge der Ukraine | Anatolij Slenko        | 1994 – 1997 |
| Flagge der Ukraine | Wolodymyr Jeltschenko  | 1997 – 2001 |
| Flagge der Ukraine | Walerij Kutschynskyj   | 2001 – 2006 |
| Flagge der Ukraine | Wiktor Kryschaniwskyj  | 2006 – 2007 |
| Flagge der Ukraine | Jurij Serhejew         | 2007 – 2015 |
| Flagge der Ukraine | Wolodymyr Jeltschenko  | 2015 – 2019 |
| Flagge der Ukraine | Serhij Kyslyzja        | 2020 – 2024 |
| Flagge der Ukraine | Andrij Melnyk          | 2025 –      |
| [ 2 ]              |                        |             |